# Álvaro Noboa
Álvaro Fernando Noboa Pontón (ur. 21 listopada 1950 w Guayaquil) – ekwadorski polityk i przedsiębiorca, kandydat w wyborach prezydenckich w 1998, 2002, 2006, 2009 oraz w 2013.

## Życiorys
Álvaro Noboa kształcił się w szkole katolickiej San Jose La Salle w Guayaquil oraz w Instytucie La Rosey w Szwajcarii. Ukończył prawo na Uniwersytecie w Guayaquil oraz kurs administracji biznesowej w American Management Association w Nowym Jorku.
Álvaro Noboa jest właścicielem rozległego imperium biznesowego. Jego ojciec, Luis Noboa był założycielem kompanii, zajmującej się plantacją i eksportem bananów. W wieku 43 lat Noboa odziedziczył po nim firmę. Jednak już wcześniej doszedł do statusu miliardera dzięki swojej własnej działalności.
W 1973 Álvaro Noboa założył Promandato Global S.A., firmę zajmującą się rynkiem nieruchomości w Ekwadorze. W 1998 założył Banco del Litoral, jeden z głównych ekwadorskich banków oraz rozpoczął wydawanie miesięcznika "Revista La Verdad". W lipcu 1988 założył kompanię inwestycyjną Global Financing Company, a w kolejnych latach Exportada Bananera Noboa, zajmującą się eksportem bananów.
Od 2003 corocznie brał udział Spotkaniu Przedsiębiorców Ameryki Latynoamerykańskiej. Spotkania, zorganizowane z inicjatywy Carlosa Slima odbyły się w 2003 w Meksyku, w 2004 w Dominikanie, w 2005 w Brazylii, w 2007 w Argentynie, w 2007 w Chile i w 2008 w Panamie.
W 2002 kompania Noboi znalazła się w ogniu krytyki, po tym jak Human Rights Watch oskarżyła kompanię o łamanie praw pracowniczych, w tym prawa do strajku i prawa zrzeszania się w związkach zawodowych. Według organizacji, strajkujący pracownicy w jednej z filii kompanii, zostali zaatakowani i pobici. Według gazety The New York Times w marcu 2002 kompania zwolniła 120 pracowników plantacji bananów w odpowiedzi za ich przystąpienie do związku zawodowego. W kwietniu 2002 Human Rights Watch skrytykowała również kompanię za warunki, w jakich mieli pracować nieletni na plantacjach bananów.
W 1977 założył Fundację Kampania na rzecz Nowego Człowieczeństwa (Fundación Cruzada Nueva Humanidad), której celem była walka z ubóstwem, chorobami, ignorancją, nienawiścią i innymi problemami dotykającymi ludzkość.

## Działalność polityczna
W sierpniu 1996 został mianowany przewodniczącym Rady Polityki Pieniężnej przez prezydenta Bucarama. Na stanowisku tym pozostał do lutego 1997, kiedy to prezydent został usunięty z urzędu. Jako przewodniczący Rady, wstrzymał program prywatyzacji, zapoczątkowany przez poprzednią administrację i zastąpił go programem dokapitalizowania przedsiębiorstw państwowych.
W 1998 wziął po raz pierwszy udział w wyborach prezydenckich w Ekwadorze. W pierwszej turze 31 maja 1998, z wynikiem 26,6% głosów zajął drugie miejsce za Jamilem Mahuadem (34,9%). W drugiej turze 12 lipca 1998, Noboa (48,83%) przegrał z Mahuadem (51,16%) różnicą 103 tysięcy głosów. Po wyborach, ogłosił iż w trakcie zliczania głosów doszło do fałszerstw i bezskutecznie domagał się ponownego przeliczenia głosów.
W 2002 założył Instytucjonalną Partię Odnowy Akcji Narodowej (PRIAN, Partido Renovador Institucional de Acción Nacional). W tym samym roku po raz drugi uczestniczył w wyborach prezydenckich. W pierwszej turze z 20 października 2002 zdobył 17,4% głosów i zajął drugie miejsce za Lucio Gutiérrezem (20,3%). W drugiej turze z 24 listopada 2002 przegrał z Gutiérrezem stosunkiem głosów 45,2% do 54,8%.
W 2006 po raz trzeci ubiegał się o prezydenturę. W pierwszej turze wyborów 15 października 2006, zwyciężył (26,8% głosów) z Rafaelem Correą (22,8%). W drugiej turze 26 listopada 2006 przegrał jednak z Correą stosunkiem głosów 43,33% do 56,67%.
Ponownie startował w kolejnych wyborach prezydenckich w 2009. 10 lutego 2009 został oficjalnie jednym z ośmiu kandydatów, ubiegających się o najwyższy urząd w kraju. W wyborach prezydenckich z 26 kwietnia 2009 zajął trzecie miejsce, za Rafaelem Correą i Lucio Gutiérrezem, zdobywając niecałe 12% głosów poparcia.
Po raz piąty wziął udział w wyborach prezydenckich 17 lutego 2013, w których zajął piąte miejsce, uzyskawszy 3,5% głosów poparcia.